# Henrik Ulfvenklou (1602–1661)
Henrik Ulfvenklou, tidigare Wulf, född 22 mars 1602, död 1 januari 1661, var en svensk ämbetsman.

## Biografi
Henrik Ulfvenklou föddes 1602 och kom att arbeta som handelsman i Stockholm. Han var från 1637 till 1642 stadsfänrik i staden och blev 1642 hovkassör. Ulfvenklou blev 5 maj 1646 rådman i Stockholm och adlades 1 maj 1654 till Ulfvenklou. Han introducerades 1654 i Sveriges Riddarhus som nummer 579, vilket kom att ändras till 610. Ulfvenklou var legat till Ryssland. Han avled 1661 och begravdes 3 mars samma år i Jacobs kyrka.

### Egendom
Ulfvenklou ägde Vällinge i Salems socken.

### Familj
Ulfvenklou gifte sig första gången 1629 med Eva Faler (död 1652), dotter av handelsmannen Herman Faler i Stockholm. De fick tillsammans barnen Anna Ulfvenklou (1630–1655) som var gift med överinspektören Lorentz Bengtsson Banck vid Packhuset, översten Henrik Ulfvenklou (1636–1677), Herman Ulfvenklou (1637–1649), Christina Ulfvenklou (död 1676) som var gift med kommissarien Henrik Rosenström, Anna Christina Ulfvenklou (död 1680) som var gift med överinspektören Johan Flygge, Maria Ulfvenklou (död 1681) som var gift med översten Reinhold Modée, Susanna Ulfvenklou (död 1673) som var gift med landshövdingen Jonas Klingstedt i Kronobergs län, Margareta Ulfvenklou som var gift med krogskommissarien Erik Furumarck och Eva Ulfvenklou (död 1701) som var gift med stadspresidenten Nils Burensköld.
Ulfvenklou gifte sig andra gången 6 mars 1655 med Eva Eggertz (död 1674), dotter av doktorn Herman Eggertz. Hon var änka efter underståthållaren Bengt Ekehielm. Efter Ulfvenklou gifte Eva Eggertz om sig med landshövdingen Lars Eldstierna.